# Août 1981

## Événements
- 2 août (Formule 1) : Grand Prix automobile d'Allemagne.
- 5 août : Ariel Sharon devient ministre de la Défense en Israël.
- 5 août : Aux États-Unis, le président Ronald Reagan licencie 11 000 des 13 000 « aiguilleurs du ciel » coupables d’avoir déclenché une grève interdite par la loi. Cet événement sera souligné par Michael Moore comme le jour où la classe moyenne est morte.
- 6 août : 
  - Ronald Reagan décide la production et le stockage de 1 200 bombes à neutrons aux États-Unis.
  - Démission du chef de cabinet Golbery do Couto e Silva au Brésil[1].
    - L’opposition d’extrême droite (duros) se déchaîne contre la démocratisation à travers une vague de terreur. Golbery conseille à Figueiredo la fermeté à l’égard des militaires, mais il est limogé le 6 août. Le pouvoir parvient ainsi à calmer les duros, mais ne contrôle plus vraiment la situation.
- 7 août : plan Fahd[2] de paix pour le Moyen-Orient fondé sur les résolutions du l’ONU : retrait d’Israël de tous les territoires occupés en 1967 y compris Jérusalem-Est, démantèlement des colonies des territoires occupés, liberté de culte dans les Lieux Saints, droit des Palestiniens au retour, Cisjordanie et Gaza sous tutelle onusienne, État palestinien indépendant avec Jérusalem pour capitale, droit de tous les États de la région à vivre en paix. Il est rejeté par Sadate mais les Occidentaux se montrent intéressés. L’OLP reste divisée. Yasser Arafat et le Fatah y sont favorables mais pas les membres de l’Ancien front du refus. La Syrie s’y oppose et Hafez el-Assad refuse de participer au sommet arabe de Fès.
- 8 août (Rallye automobile) : arrivée du Rallye du Brésil.
- 12 août : présentation par la société américaine IBM du premier ordinateur personnel dit Compatible PC en raison de son architecture ouverte. L'IBM-PC (IBM PC, modèle 5150), est présenté à New York, lors d'une conférence de presse tenue dans l'hôtel Waldorf-Astoria[3].
- 16 août (Formule 1) : Grand Prix automobile d'Autriche.
- 19 août : 
  - Lors d'un combat aérien deux Soukhoï Su-22 libyens sont abattus par deux Grumman F-14 Tomcat appartenant à la VIe flotte au-dessus du golfe de Syrte alors revendiqué comme territoire libyen[4]
  - Sandra Day O’Connor, première femme président de la Cour suprême.
- 24 août : la Grèce adopte un nouveau drapeau.
- 24 août au 26 août : première conférence CRYPTO.
- 30 août :
  - (Formule 1) : Grand Prix automobile des Pays-Bas.
  - (Rallye automobile) : arrivée du Rallye de Finlande.

## Naissances
- 2 août : Florence Hainaut, journaliste belge.
- 4 août : Meghan Markle : actrice américaine
- 3 août : Salvador Cortés, matador espagnol.
- 5 août : 
  - Tsimafei Dranchuk, personnalité politique biélorusse.
  - Jesse Williams, acteur américain.
  - Donel Jack'sman, humoriste, comédien et chroniqueur français.
- 6 août : Abdourahmane Cissé, Homme politique ivoirien et secretaire générale a la présidence.
- 8 août : Roger Federer, joueur de tennis suisse.
- 12 août :
  - Djibril Cissé, footballeur français professionnel.
  - Kateřina Staňková, modèle de charme et actrice pornographique tchèque.
- 14 août : Kofi Kingston (Kofi Sarkodie-Mensah), catcheur ghanéen.
- 17 août : Ali Zougagh, footballeur algérien
- 18 août : Cesar Delgado, footballeur argentin.
- 20 août : 
  - Ben Barnes, acteur britannique.
  - Patxi Garat, chanteur français.
  - Bernard Mendy, footballeur français professionnel.
- 22 août : Ross Marquand, acteur américain.
- 24 août : Chad Michael Murray, acteur américain.
- 25 août : Rachel Bilson, actrice américaine.
- 26 août :
  - Nico Muhly, compositeur américain de musique contemporaine associé au renouveau de la musique minimaliste.
  - Yassine Ayari, blogueur et homme politique tunisien.
- 27 août : Sherrer Maxwell, footballeur brésilien.
- 29 août : Émilie Dequenne, actrice belge († 16 mars 2025).

## Décès
- 19 août : Jessie Matthews, actrice, ecrivaine, danseuse et chanteuse britannique (° 1907).
- 28 août : Jean Bourdeillette, diplomate et poète français (° 24 octobre 1901).